# Praslin National Park and surrounding areas Important Bird Area

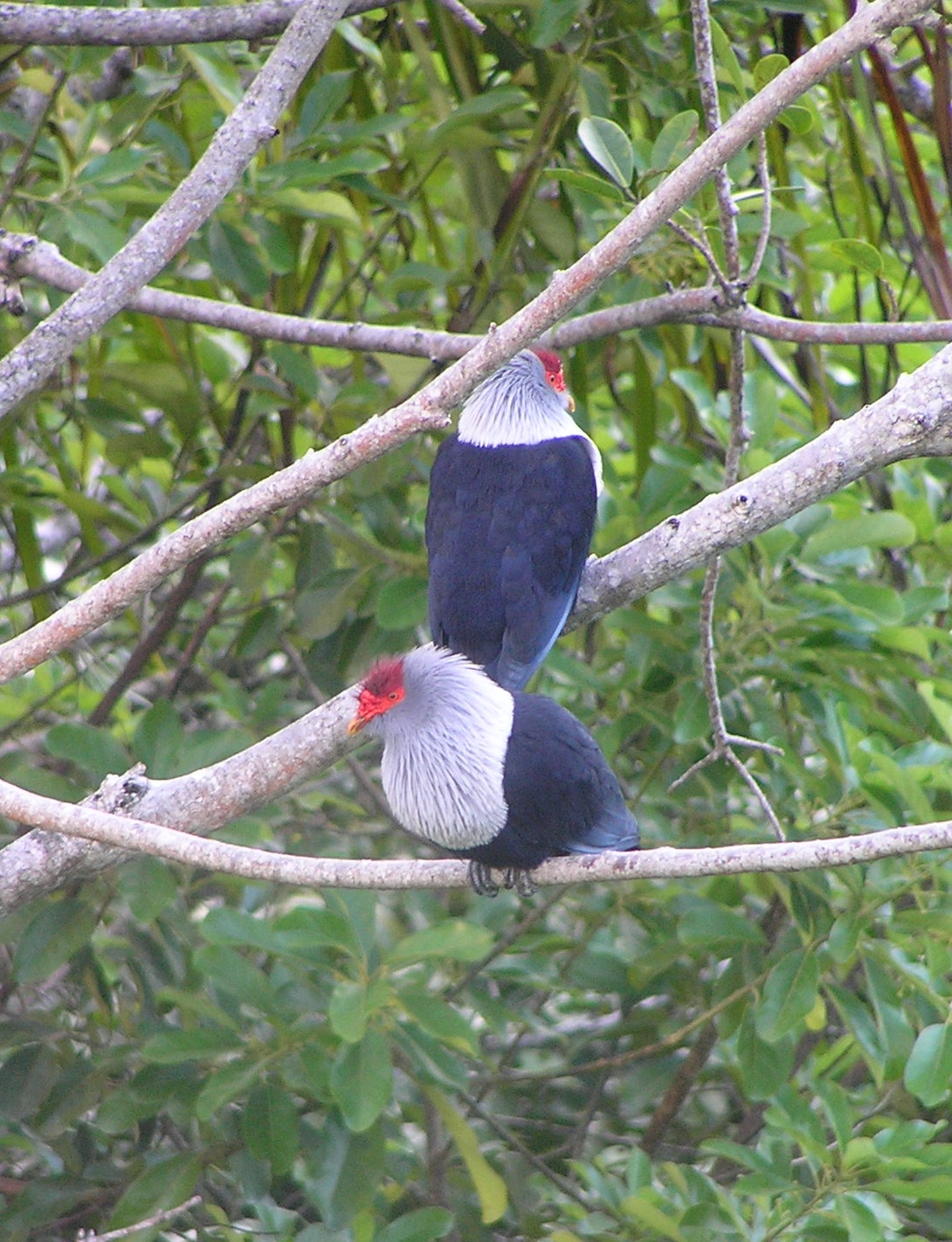
Das IBA ist ein wichtiges Schutzgebiet für Blaue Seychellen-Tauben.

Das Praslin National Park and surrounding areas Important Bird Area liegt im Süden der Insel Praslin der Seychellen im westlichen Indischen Ozean.

## Geographie
Das Important Bird Area (IBA) erstreckt sich über 700 ha und umfasst Gebiete von der Küste bis zum höchsten Punkt der Insel auf einer Höhe von 367 m. Das Gebiet schließt den 330 ha großen Praslin National Park ein und umfasst zusätzliche Gebiete im Südwesten davon. Die Berghänge sind bestanden mit gemischten Sekundärwald, welcher einen hohen Anteil einheimischer Pflanzen aufweist, unter anderem alle sechs endemischen Palmenarten der Seychellen. Außerdem gehört dazu auch der Palmenwald des UNESCO-Welterbes Vallée de Mai sowie viele kleine Bäche und Wasserfälle. Der südöstliche Teil des Areals is trockener und geprägt durch Felsblöcke und Höhlen zwischen Buschwald.

## Fauna
Das Gebiet wurde als IBA (Wichtiges Vogelschutzgebiet) von BirdLife International ausgewiesen, weil dort noch Populationen von Seychellenfalken (Falco araea), Paradies-Fruchttauben  (Alectroenas pulcherrima), Seychellen-Seglern (Aerodramus elaphrus), Seychellen-Rotschnabelbülbüls (Hypsipetes crassirostris) und Seychellennektarvögeln (Cinnyris dussumieri) zu finden sind. Daneben kommen Seychellen-Baumfrösche (Tachycnemis seychellensis), sechs Arten von Schleichenlurchen (caecilians), vier Arten von Geckos, zwei Skinke und zwei Schlangenarten vor, die alle endemisch sind. Echte Karettschildkröten nisten an den Stränden und Grüne Meeresschildkröten haben ihre Weidegründe vor der Küste. Außerdem findet sich der größte Teil der Population der Seychellenflughunde (Pteropus seychellensis) im Schutzgebiet.